# Nielsen Corporation
Nielsen Corporation  (tên gọi trước đây là AC Nielsen hoặc ACNielsen) là một công ty nghiên cứu thị trường thế giới với trụ sở chính toàn cầu được đặt ở Thành phố New York, Hoa Kỳ. Trụ sở chính ở khu vực Bắc Mỹ được đặt tại Chicago.
Tính đến tháng 5 năm 2010, AC Nielsen là công ty con của Nielsen Holdings.
Công ty này được thành lập vào năm 1923 tại Chicago bởi Arthur C. Nielsen Sr. nhằm cung cấp cho các nhà tiếp thị thông tin khách quan và đáng tin cậy về tác động của các chương trình tiếp thị và bán hàng. ACNielsen bắt đầu mở rộng ra quốc tế vào năm 1939, và hiện đang hoạt động tại hơn 100 quốc gia.

## Hoạt động
Một trong những công ty được biết đến nhiều nhất của Nielsen là Nielsen ratings, một hệ thống đo lường tỷ lệ khán giả xem truyền hình, đài phát thanh và báo chí trong các thị trường truyền thông tương ứng của họ. Năm 1950, họ mua lại công ty CE Hooper và bắt đầu gắn thiết bị ghi âm vào một mẫu thống kê khoảng 1.200 máy thu hình tiêu dùng ở Mỹ. Những thiết bị này sử dụng phim ảnh trong hộp mực gửi thư để ghi lại các kênh mà người tiêu dùng đã xem và do đó xác định quy mô đối tượng. Sau đó họ phát triển các phương pháp thu thập và truyền dữ liệu điện tử. Năm 1996, Nielsen tách phần hoạt động này của mình thành một công ty riêng biệt gọi là Nielsen Media Research (NMR), hoạt động như một công ty độc lập cho đến khi được tập đoàn VNU Hà Lan (Verenidge Nederlandse Uitgeverijen) mua lại vào năm 1999. Công ty có trụ sở chính tại Stamford, Connecticut trước khi được VNU Hà Lan mua lại.
Một công cụ nghiên cứu thị trường khác là chương trình Homescan, nơi các nhân viên mẫu theo dõi và báo cáo tất cả các giao dịch mua hàng tạp hóa và bán lẻ, cho phép các mẫu mua liên quan đến nhân khẩu học của hộ gia đình. Homescan bao gồm một số quốc gia bao gồm Úc, Canada, Vương quốc Anh và Hoa Kỳ. Năm 2004, ACNielsen đã chọn CipherLab CPT-8001 làm thiết bị đầu cuối thu thập dữ liệu của mình cho chương trình Homescan trên toàn Châu Á.